# Crisis política en Madagascar de 2009
La crisis política en Madagascar de 2009 involucró una serie de manifestaciones antigubernamentales desde comienzos de 2009, culminando en un golpe de Estado mediante el cual accedió el líder opositor Andry Rajoelina a la Presidencia. Las protestas, propiciadas contra el gobierno del Presidente Marc Ravalomanana, comenzaron en enero de 2009 y se tornaron violentas, siendo organizadas por Rajoelina, quien era el alcalde de la ciudad capital de Antananarivo y principal opositor del presidente Ravalomanana. Al menos cien personas murieron en Madagascar durante las protestas.

## Acontecimientos
El detonante fue la decisión del gobierno de cerrar el canal de televisión TV Viva, que había transmitido un discurso de Didier Ratsiraka. El líder de la manifestación, Andry Rajoelina, hasta entonces alcalde de la capital, Antananarivo, y propietario del canal de televisión, proclamó un contragobierno sin legitimidad democrática. Los constitucionalistas ven esto como un intento de golpe de Estado. Cuando los partidarios de Rajaoelina quisieron asaltar el palacio municipal del presidente a petición de éste, los agentes del orden se lo impidieron utilizando armas de fuego.
Después de su fallido intento de golpe, Rajoelina huyó por primera vez a la embajada francesa el 6 de marzo de 2009 y desde allí consiguió el apoyo del ejército malgache a los pocos días. Luego, Rajoelina restableció un gobierno de transición. El 16 de marzo de 2009, unidades militares ocuparon la residencia oficial del presidente Ravalomanana, quien anteriormente había rechazado los llamamientos a dimitir. El 17 de marzo de 2009, el presidente Ravalomanana renunció y entregó las riendas a una dirección militar encabezada por el vicealmirante Appolite Ramaroson Rarison, quien se negó a tomar el poder y declaró presidente a Andry Rajoelina. Al menos 140 personas han muerto en los disturbios desde enero de 2009.
Pocos días después, el 21 de marzo de 2009, Rajoelina prestó juramento como nuevo presidente. Como uno de sus primeros actos oficiales, Rajoelina disolvió el parlamento y anunció que se celebrarían nuevas elecciones dentro de dos años.
La destitución de Ravalomanana del poder con la ayuda de los militares fue criticada internacionalmente. La membresía de Madagascar en la Unión Africana fue suspendida nuevamente después de 2002, cuando Ravalomanana llegó al poder. Además, la Comunidad de Desarrollo del África Meridional se negó a reconocer a Rajoelina como nuevo presidente. Alemania suspendió la ayuda al desarrollo del país y pidió un rápido regreso a la democracia. Cuando Andry Rajoelina asumió el cargo, en los días siguientes estallaron nuevamente protestas masivas en la capital de Madagascar.